# Laguna Bellavista
Die Laguna Bellavista ist ein See im Nationalpark Noel Kempff Mercado im Departamento Santa Cruz, Bolivien. Sie ist nur 5 Kilometer vom Rio Guaporé entfernt.
Der See hat in der Trockenzeit eine Fläche von 24,8 km² und in der Regenzeit die Fläche von 35 km².